# Sitio de Venlo (1646)
El Sitio de Venlo en 1646 fue uno de los intentos de Federico Enrique de Orange por capturar la ciudad a orillas del río Mosa. En un lapso de menos de 15 años, Venlo fue sitiada tres veces. Después de que la ciudad cayera en manos de Federico Enrique en 1632, el Ejército de Flandes la recuperó en 1637.
Después de que Federico Enrique, con la ayuda de 3000 soldados franceses, tomara el castillo de Temse en julio de 1646 y atacara sin éxito una vez más Amberes, embarcó a su ejército en septiembre de ese año hacia Bergen op Zoom, abandonando los reductos tomados. En octubre del mismo año, volvió a intentar sitiar Venlo. Sin embargo, debido al inicio del invierno, este intento fracasó. Venlo permaneció bajo el dominio español.
Un año después, Federico Enrique falleció, y otro año después, en 1648, se firmó la Paz de Westfalia.